# نيلسون غونزاليس (موسيقي)
نيلسون غونزاليس (بالإنجليزية: Nelson González)‏ هو موسيقي أمريكي، ولد في 30 مايو 1948 في Vega Baja, Puerto Rico ‏ في الولايات المتحدة.